# Сосновка (Аулієкольський район)
Сосно́вка (каз. Соснов) — село у складі Аулієкольського району Костанайської області Казахстану. Входить до складу Новоселовського сільського округу.
Населення — 270 осіб (2021; 500 у 2009, 629 у 1999, 807 у 1989).